# Linneo
Carl Nilsson Linnaeus, divenuto Carl von Linné in seguito all'acquisizione di un titolo nobiliare (chiamato Carlo Linneo in italiano, dalla forma latinizzata del nome, Carolus Linnaeus; Råshult, 23 maggio 1707 – Uppsala, 10 gennaio 1778), è stato un medico, botanico e naturalista svedese, considerato il padre della moderna classificazione scientifica degli organismi viventi.
La lettera L., posta spesso a seguire delle indicazioni di nomenclatura binomiale nei cataloghi di specie, identifica il cognome dello scienziato.

## Biografia
Nacque il 23 maggio del 1707 in una fattoria nella provincia di Småland (Sud della Svezia, contea di Kronoberg), da Nils Ingemarson, un contadino, e Christina Broderson, figlia del locale pastore protestante. Alla morte del suocero, quando il piccolo Carlo aveva solo 18 mesi, Nils ereditò la carica di pastore e assunse la guida religiosa della comunità. Il padre di Carl era interessato alla botanica, tanto da adottare come cognome, all'inizio degli studi in teologia, "Linnaeus", ovvero la latinizzazione della parola dialettale lind (tiglio), traendo spunto da un grosso tiglio situato nei pressi della sua casa natale. Questa stessa scelta era stata fatta precedentemente da due fratelli della nonna paterna di Linneo, quando dovevano intraprendere gli studi per diventare sacerdoti. Tale pianta di tiglio è tutt'oggi esistente a Vittaryd, Småland, seppur in cattive condizioni.
Anche Carl, per il quale era prevista una carriera ecclesiastica, sviluppò fin dall'infanzia un grande interesse per la botanica, tanto che il suo insegnante di scienze, Johann Rothman, convinse suo padre a fargli frequentare l'Università di Lund. Nel 1727 si iscrisse così all'Università, dove iniziò lo studio della medicina, ma molto probabilmente il suo vero interesse era quello di studiare le sostanze medicinali usate a quei tempi, la stragrande maggioranza delle quali era di origine vegetale. L'anno successivo (1728) si trasferì all'Università di Uppsala, la migliore della Svezia, dove divenne studente di Rudbeck il Giovane. Linneo trascorse la maggior parte del suo tempo a raccogliere e a studiare vari tipi di piante.
Già dal 1730 (aveva allora 23 anni) iniziò a prendere forma il suo metodo di classificazione tassonomica. Ancora studente, giunto alla convinzione che gli organi riproduttivi delle piante, ovvero le parti del fiore (petali, stami e pistilli) potessero essere utilizzati come base per la loro classificazione, scrisse un breve trattato sull'argomento, Praeludia sponsaliorum plantarum ("Gli accoppiamenti delle piante"), che gli fece ottenere, ancora durante gli studi, la posizione di docente presso il giardino botanico. Ciò gli procurò una condanna, poiché ebbe l'imprudenza di basare la classificazione su quello che chiamava "l'apparato sessuale" delle piante, esaminando i loro "organi riproduttivi". Ebbene, per questo ebbe una denuncia dallo Stato svedese per "immoralità" e la condanna della Comunità luterana come "sospetto di libertinismo".
Nel 1731 la Regia società delle scienze di Uppsala finanziò una sua spedizione in Lapponia, in quanto Linneo era in ristrettezze economiche. Le specie scoperte furono trattate nell'opera Flora Lapponica e considerazioni di Linneo sulla spedizione, dapprima scritte su un diario, furono pubblicate in lingua inglese con il titolo di Lachesis Lapponica: A Tour in Lapland. (pubblicata postuma nel 1811); nel 1734 organizzò un'altra spedizione nella Svezia centrale. I risultati scientifici furono illustrati nell'opera Flora Lapponica Exhibens Plantas per Lapponiam Crescentes, secundum Systema Sexuale Collectas in (Amstelaedami 1737). Nel 1735 si trasferì in Olanda e terminò i suoi studi di medicina all'Università di Harderwijk. In questa fase della sua vita la sua reputazione di botanico era già ampia e affermata. Nel 1738 tornò in Svezia, dove iniziò a esercitare la professione di medico, dedicandosi principalmente alla cura della sifilide.
Nel 1739 fu uno dei fondatori dell'Accademia reale svedese delle scienze. Nello stesso anno sposò Sara Morea, figlia di un medico. Due anni dopo, nel 1741, ottenne una cattedra presso la facoltà di medicina all'Università di Uppsala, ma l'anno successivo la scambiò con la cattedra di botanica, dietetica e materia medica (che conservò fino alla morte). A Uppsala restaurò il giardino botanico, disponendo le piante secondo il suo ordine di classificazione. Linneo continuò a organizzare spedizioni in tutto il mondo, con il fine di scoprire e classificare tutti gli esseri viventi e i minerali della Terra. Molti dei suoi studenti presero parte alle spedizioni e alcuni addirittura perirono durante i viaggi.
Nel 1758 acquistò una fattoria a Hammarby, dove creò un modesto museo destinato ad accogliere la sua collezione privata. Nel 1761 il re Adolfo Federico di Svezia gli conferì un titolo nobiliare, a seguito del quale Linneo convertì il suo nome in Carl von Linné. I suoi ultimi anni di vita furono caratterizzati da un crescente pessimismo e dalla depressione; nel 1774 fu colpito da una serie di piccoli infarti e morì nel 1778. Venne sepolto presso la cattedrale di Uppsala.

## Nomenclatura binomiale

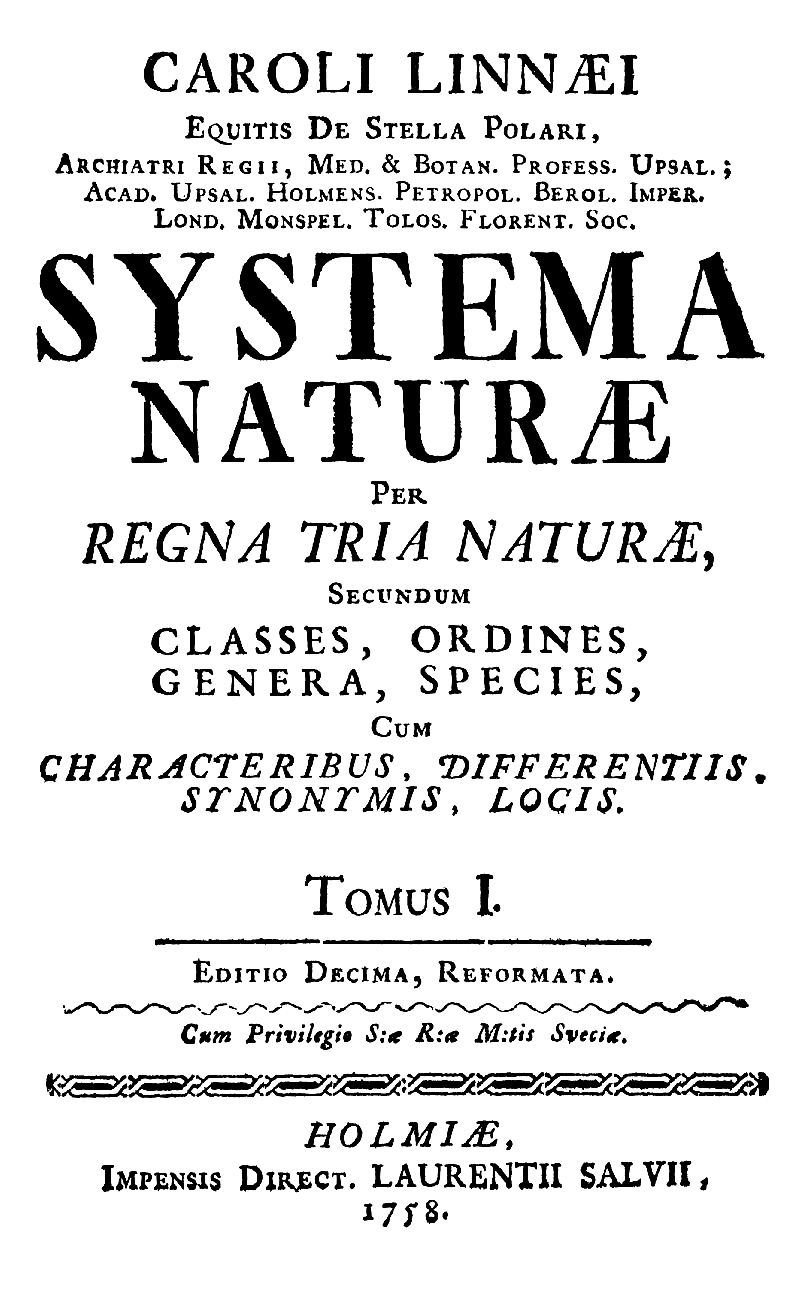
Copertina di Systema Naturæ (1758)

Il merito maggiore dello svedese fu la definizione e l'introduzione nel 1753 della nomenclatura binomiale, basata sul modello aristotelico di definizione mediante genere prossimo e differenza specifica, nel sistema di classificazione delle piante, degli animali e dei minerali. Con questo metodo tassonomico (concepito poco più di un secolo prima da Bauhin) a ciascun organismo sono attribuiti due nomi (di origine latina): il primo si riferisce al genere di appartenenza dell'organismo stesso ed è uguale per tutte le specie che condividono alcuni caratteri principali (nomen genericum); il secondo termine, che è spesso descrittivo, designa la specie propriamente detta (nome triviale o nome specifico).
La portata dell'innovazione fu enorme; precedentemente alla nomenclatura binomiale, il sistema di nomenclatura era semplicemente basato su un'estesa descrizione di ogni pianta, in latino, per i caratteri distintivi ritenuti di rilievo, in modo del tutto arbitrario, da ogni classificatore.

## Opere
- Systema Naturae. Rotterdam, editore Theodorum Haak, tipografia Joannis Wilhelmi de Groot, 1735. Prima edizione.
- Systema Naturae per Regna Tria Naturae, secundum classes, ordines, genera, species, cum characteribus, differentiis, synonymis, locis. Stoccolma, Imprensis Laurentii Salvii, 1758. Decima edizione.
- Species Plantarum. Exhibentes plantas rite cognitas, ad genera relatas, cum differentiis specificis, nominibus trivialibus, synonymis selectis, locis natalibus, secundum systema sexuale digestas, prima edizione, pp. 1200, + XXXI. Stoccolma, Imprensis Laurentius Salvius, 1753.
- Fungus melitensis, 1755
- Fundamenta botanica, 1736
- Hortus Cliffortianus, 1737
- Flora Lapponica, 1737
- Classes plantarum, 1738
- Philosophia botanica, 1751

## Riconoscimenti
- La porzione più antica dell'Orto botanico di Palermo (1789) è organizzata secondo il sistema di classificazione descritto da Carl von Linné in Species Plantarum (1753).[5]
- L'asteroide 7412 Linnaeus è stato così chiamato in suo onore.[6]